# Nifuraden
Nifuraden ist eine chemische Verbindung aus der Gruppe der Nitrofurane.

## Verwendung
Nifuraden kann als Chemotherapeutikum und antibakterielles Mittel verwendet werden.
Die Verbindung wurde 1956 erstmals synthetisiert und ähnelt in der Struktur dem Furadantin. In frühen in-vitro-Tests erwies es sich als wirksames Chemotherapeutikum gegen die meisten der gängigen Harnwegskeime, wurde in Kliniken jedoch nur für die Desinfektion verwendet.

## Sicherheitshinweise
Nifuraden ist bei Ratten nach oraler Verabreichung krebserregend, wobei nur diese Tierart und dieser Verabreichungsweg getestet wurden. Es führte bei den Ratten zu Mammakarzinomen und lymphoblastischen Lymphomen.

## Regulierung
Über den Safe Drinking Water and Toxic Enforcement Act of 1986 besteht in Kalifornien seit 1. April 1988 eine Kennzeichnungspflicht für Produkte, die Nifuraden enthalten.